# Conflitto afghano-iraniano del 2023
Il conflitto afghano-iraniano del 2023 è stato uno scontro avvenuto il 27 maggio 2023 tra le forze armate dell'Emirato islamico dell'Afghanistan e le guardie di frontiera iraniane, svoltosi lungo il confine tra Afghanistan e Iran tra la provincia afgana di Nimruz e la provincia iraniana del Sistan e Baluchistan. Il motivo dello scontro fu la contesa delle acque del fiume Helmand.

## Contesto storico
Dispute sull'acqua del fiume Helmand
I rapporti tra Iran e Afghanistan per la ripartizione delle acque del fiume Helmand risalgono al 1870 circa. La prima contesa emerse quando il corso del fiume mutò nel 1896. Nel 1939 i due Paesi firmarono un accordo per la condivisione delle acque, mai ratificato. In base a un trattato del 1973, all’Iran avrebbe spettato una quota di 820 milioni di metri cubi d’acqua annua.
Nel 1979, quando i rapporti tra la Repubblica Democratica dell’Afghanistan e la neonata Repubblica Islamica dell’Iran si deteriorarono, Hafizullah Amin dichiarò che la Repubblica Democratica dell'Afghanistan non era vincolata dai vecchi trattati con l’Iran. Le sue affermazioni suscitarono una dura reazione di Teheran, che accusò l’Afghanistan di servirsi del sostegno sovietico per affermarsi nella regione.
Durante la presidenza di Ashraf Ghani l’Afghanistan avviò la costruzione di numerose dighe, fra le quali la diga di Salma sul fiume Hari Rud e la diga di Kamal Khan sul fiume Helmand. Secondo lo storico Mustafa Hamid, il progetto della diga di Kamal Khan complicò i rapporti con l’Iran e non apportò benefici all’Afghanistan. I negoziati per la spartizione delle acque con l’Iran proseguirono anche dopo la presa del potere dei talebani.
Il 18 maggio 2023, il presidente iraniano Ebrahim Raisi avvertì talebani di non violare i diritti idrici dell’Iran, esortandoli a dare applicazione al trattato del 1973.
Relazioni tra Iran e talebani
I rapporti tra l’Iran, paese a maggioranza sciita, e i talebani, guidati da una compoenente fondamentalista sunnita, sono storicamente molto volatili. Durante il governo talebano in Afghanistan tra il 1996 e il 2001, furono giustiziati 10 diplomatici iraniani e un giornalista del consolato di Mazar-i Sharif, episodio condannato dall’Iran. Ciò provocò una mobilitazione militare iraniana, risolta grazie alla mediazione delle Nazioni Unite. Durante l’invasione statunitense dell’Afghanistan nel 2001, l’Iran collaborò con le forze statunitensi e le forze speciali iraniane supportarono l’Alleanza del Nord durante l’insurrezione di Herat.
Dopo il discorso del presidente americano Bush del 2002 sull’“asse del male”, l’Iran migliorò i suoi rapporti con i talebani. Durante il conflitto, Stati Uniti, Regno Unito e Repubblica Islamica dell’Afghanistan accusarono l’Iran di fornire rifugi e supporto materiale ai talebani Nel 2017 la Repubblica Islamica dell’Afghanistan accusò l’Iran di aiutare i talebani nell’offensiva contro le forze governative nell’ovest del Paese e di aver tentato di distruggere una diga nella provincia di Herat. L’Iran ha negato tutte le accuse di sostegno ai talebani.
Nella metà del 2021, i talebani, presumibilmente supportati dall’Iran, ristabilirono il loro dominio in Afghanistan in seguito al ritiro statunitense dal Paese. Il 1° dicembre 2021 ebbero luogo i primi scontri tra l’Emirato islamico dell’Afghanistan e la Repubblica iraniana; entrambe le parti definirono l’episodio un incidente.

## Scontro
Le dichiarazioni ufficiali rilasciate da entrambe le parti su come si svolsero gli scontri si differenziano in modo significativo, poiché ciascuna parte incolpa l'altra di aver dato inizio agli scontri. Abdulhamid Khorasani, portavoce del ministero della Difesa afghano, dichiarò: "Purtroppo oggi, ancora una volta nelle zone di confine del distretto di Kang della provincia di Nimruz, c'è stata una sparatoria da parte di soldati iraniani ed è scoppiato un conflitto", aggiungendo che le forze talebane avevano varcato il confine iraniano, raggiungendo e assediando una delle principali basi militari nella provincia del Sistan. Secondo le fonti afgane, 18 posti di blocco, basi e punti di approvvigionamento iraniani furono stati catturati quel giorno. Ghasem Rezaei, il vice capo della Gendarmeria iraniana, dichiarò invece: "Senza osservare le leggi internazionali e il buon vicinato, le forze talebane hanno iniziato a sparare al posto di blocco di Sasuli causando una risposta decisiva".
Secondo l'agenzia di stampa iraniana Tasnim, gli scontri iniziarono quando un convoglio armato di trafficanti di droga proveniente dal distretto di Kang tentò di varcare il confine e le guardie di frontiera iraniane, in risposta, aprirono il fuoco contro di loro. Le forze talebane locali, ignoranti di ciò che stava accadendo, ritennero che le forze iraniane li stessero attaccando, causando uno scontro. Le forze talebane tentarono quindi un attacco contro i villaggi iraniani di confine di Sasuli, Hatam e Makaki, venendo tuttavia respinte.
Le guardie di frontiera iraniane fecero uso di armi leggere ed artiglieria durante gli scontri, ma negarono le accuse riguardanti l'impiego di missili.

## Conseguenze
L’Iran riaprì il confine con l’Afghanistan al ponte di Abrisham, precedentemente chiuso a causa degli scontri, il 28 maggio.

L’ambasciata iraniana a Kabul e le autorità afghane avviarono in seguito contatti per esaminare l’incidente. Il generale iraniano Kioumars Heydari e il vicedirettore delle forze di polizia iraniane Ghasem Rezaei tennero un incontro congiunto con funzionari afghani nella città di Zabol, discutendo misure per prevenire il ripetersi di simili episodi. Il 29 maggio 2023, al termine degli scontri, il ministro degli Interni iraniano Ahmad Vahidi descrisse la situazione al confine iraniano–afghano:
“Al momento non abbiamo alcun problema. Il valico di frontiera è aperto ai viaggi ed è tranquillo”.
Le autorità afghane invocarono la diplomazia come soluzione delle controversie internazionali, affermando che le questioni legate al confine erano state risolte. Il ministero degli Esteri afghano ha aggiunto che il Paese non aveva intenzione cominciare un conflitto con l’Iran. Zia-Ahmad Takal, incaricato d'affari del ministero degli Esteri, dichiarò:
“Non vogliamo che i rapporti con i Paesi vicini si deteriorino … L’Emirato Islamico dell’Afghanistan non è mai favorevole all’allargamento del conflitto”.